# Sphodros abboti
Espèce
Sphodros abboti est une espèce d'araignées mygalomorphes de la famille des Atypidae.

## Distribution
Cette espèce est endémique des États-Unis. Elle se rencontre en Floride et dans le Sud de la Géorgie.

## Description
Le mâle mesure 9,75 mm et la femelle 13,00 mm.

## Étymologie
Cette espèce est nommée en l'honneur de John Abbot.

## Publication originale
- Walckenaer, 1835 : Mémoire sur une nouvelle espèce de Mygale, sur les théraphoses et les divers genres dont se compose cette tribu d'Aranéides. Annales de la Société Entomologique de France, vol. 4, p. 637-651.